# کیهان العربی
کیهان عربی (به عربی: کیهان العربي) روزنامهٔ عربی‌زبان چاپ تهران است که مؤسسهٔ کیهان آن را منتشر می‌کند. نخستین شمارهٔ این روزنامه در سال ۱۹۸۰ (۱۳۵۹) چاپ شد.